# Пузур-Ашшур II
Пузур-Ашшур II (ассир. «Тайна Ашшура») — правитель города Ашшура в XIX веке до н. э. Сын и преемник Саргона I.
Пузур-Ашшур II правил 8 лет между 1865 и 1857 годом до н. э. Из-за долгого правления своего отца он принял трон уже в старческом возрасте, так как один из его сыновей Или-бани был свидетелем в контракте за 11 лет до того, как Пузур-Ашшур стал правителем.